# Мале Невільниче озеро
Мале невільниче озеро (англ. Lesser Slave Lake) — озеро на території канадської провінції Альберта на північному заході від міста Едмонтон. Містечко Слейв-Лейк — по східному березі озера; у бере витік річка із однойменною назвою, що впадає в річку Атабаска.
Парки й резерви над озером: Провінційний парк «Гільярд-Бей»  (англ. Hilliard's Bay Provincial Park), Провінційний парк «Чагарник Малого невільничого озера» (англ. Lesser Slave Lake Wildland) і Заповідник парку «Груар-Трейл» (англ. Grouard Trail Park Reserve).

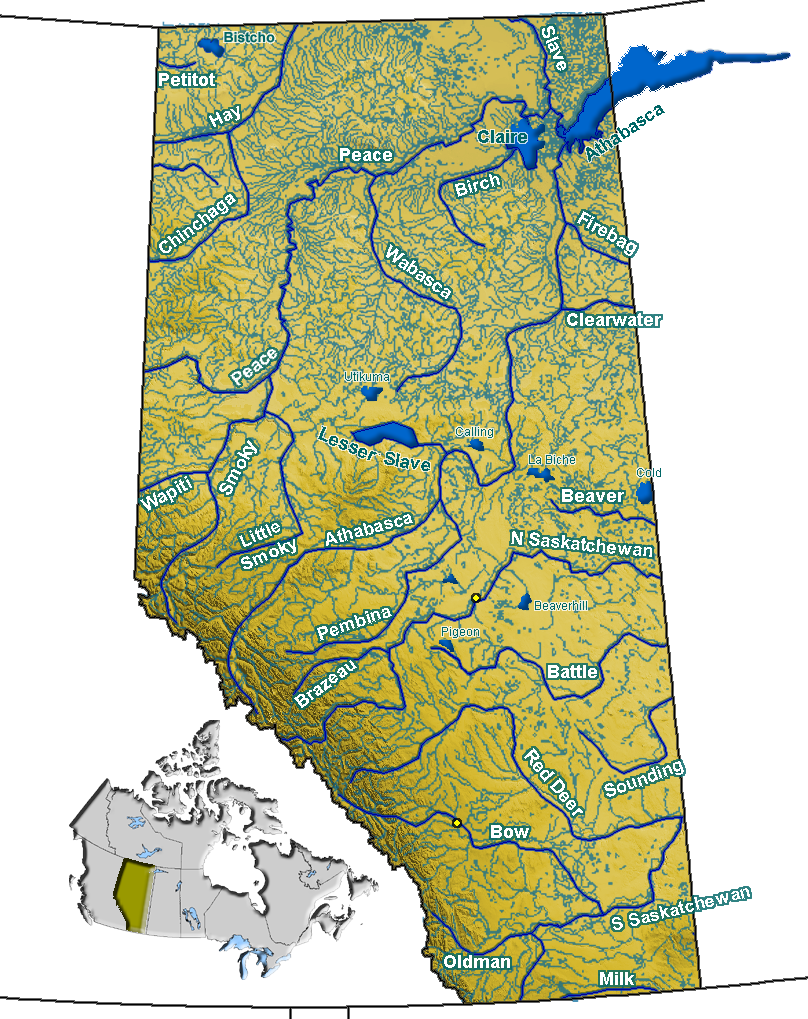
Мале невільниче озеро посеред Альберти

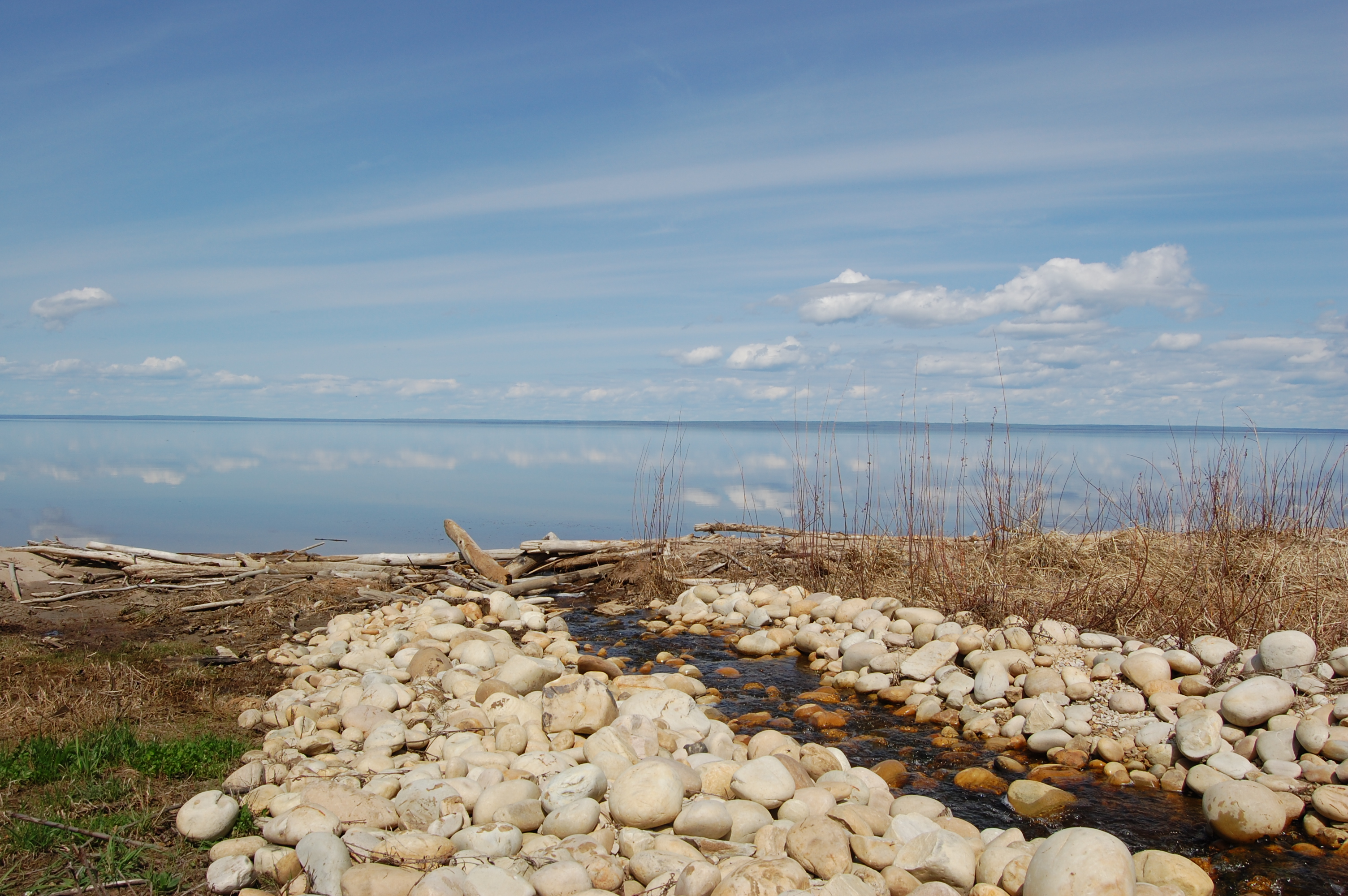
Мале невільниче озеро і струмок Каньйон-Крік

На березі озера є декілька Індіанських резервацій:
- "Капавіно Перші Нації Землі - но. 150, 230 і 231" (англ. Kapawe'no First Nations Lands 150, 230 and 231) - належать до "Капавіно Перша Нація".
- "Сокер-Крік 150а" (англ. Sucker Creek 150a)  - належать до "Сокер-Крік Перша Нація".
- "Дрифтпейль-Пейль Ривер 150" (англ. Drift Pile River 150) - належать до "Дрифтпейль Перша Нація" (англ. Driftpile First Nation)
- "Сван-Ривер 150e" (англ. Swan River 150e) - належить до "Сван-Ривер Перша Нація" (англ. Swan River First Nation)
- "Саридж 150g і h"(англ. Sawridge 150g and h) - Належить до "Саридж Банд" (англ. Sawridge Band)

Джерело назви:  "Плем'я Крі, яке вдиралося в регіони біля озера, принизливо називаючи Денне першої нації "Слейві".